# Bažanovice
Bažanovice (polsky Bażanowice, německy Bazanowitz) jsou vesnice v jižním Polsku ve Slezském vojvodství v okrese Těšín v gmině Holešov na území Těšínského Slezska. Leží v údolí Bobrůvky, pravého přítoku Olše, na úpatí Slezských Beskyd. Žije zde přibližně 1 300 obyvatel, její rozloha činí 3,8 km².
První písemná zmínka o Bažanovicích pochází z roku 1523. Šlo o šlechtickou obec, jež byla na konci 18. století přenechána rodem Saint-Genois d'Anneaucourt Těšínské komoře. V roce 1922 byl zdejší statek předán do rukou těšínské Státní vysoké školy zemědělské, která v něm zřídila experimentální sýrárnu a pokoušela se o výrobu místního sýra ementálského typu. Po roce 1950, kdy se SVŠZ přesunula do Olštýna, vznikl v Bažanovicích Pokusný ústav sýrařství Polské akademie věd.
Z Bažanovic pocházel Paweł Stalmach, polský národní buditel a politik na Těšínsku.
Obcí prochází okresní silnice z Těšína do Ustroně, a také železniční trať Těšín – Bílsko-Bělá. Od roku 2009 byl provoz na trati zastaven. Od 4. září 2022 byla po rekonstrukci tratě obnovena osobní doprava v úseku Těšín – Holešov, na němž leží i zastávka Bażanowice.